# Municipio de Coicoyán de las Flores
El municipio de Coicoyán de las Flores es un municipio situado en el estado mexicano de Oaxaca. Según el censo de 2020, tiene una población de 9563 habitantes.
Está localizado en el noroeste del estado, en la región mixteca oaxaqueña, y su cabecera es la población de Coicoyán de las Flores.

## Geografía
El municipio de Coicoyán de las Flores se encuentra localizado en la zona noroeste del estado y en el límite con el estado de Guerrero. Forma parte de la región mixteca oaxaqueña y del distrito de Juxtlahuaca.
Su extensión territorial es de 126.51 kilómetros cuadrados. Sus coordenadas geográficas extremas son 17°07' - 17°19' de latitud norte y 98°08' - 98°20' de longitud oeste. Su altitud varía desde los 600 hasta los 2800 metros sobre el nivel del mar.
Limita al norte con el municipio de San Martín Peras; al este y sur, con el municipio de Santiago Juxtlahuaca; y al oeste, con el estado de Guerrero, en particular con el municipio de Alcozauca de Guerrero y con el municipio de Tlacoachistlahuaca.

## Demografía
De acuerdo con los resultados del Censo de Población y Vivienda de 2020 realizado por el Instituto Nacional de Estadística y Geografía, la población total del municipio de Coicoyán de las Flores es de 9563 habitantes, de los que 4460 son hombres y 5103 son mujeres.

### Localidades
En el territorio del municipio de Coicoyán de las Flores hay 16 localidades. Las principales y su población en 2010 se enlistan a continuación:
| Localidad              | Población |
| Total Municipio        | 9 563     |
| Coicoyán de las Flores | 1 753     |
| El Jicaral             | 1 089     |
| Santiago Tilapa        | 1 073     |
| Tierra Colorada        | 958       |

## Política
El municipio de Coicoyán de las Flores es uno de los 418 municipios oaxaqueños que para la elección de sus autoridades se rige por el principio denominado usos y costumbres, es decir, en ellos no opera el sistema de elección mediante partidos políticos que funciona en todos los restantes municipios de México, como un medio para preservar y proteger las costumbres y cultura del lugar. El periodo constitucional comienza el día 1 de enero del año siguiente a su elección. y el Ayuntamiento se integra por el presidente municipal, un síndico y un cabildo formado por tres regidores.

### Subdivisión administrativa
El municipio se divide en cuatro agencias municipales y tres núcleos rurales.

### Representación legislativa
Para la elección de diputados locales al Congreso de Oaxaca y de diputados federales a la Cámara de Diputados federal, Coicoyán de las Flores se encuentra integrado en los siguientes distritos electorales:
Local:
- Distrito electoral local de 7 de Oaxaca con cabecera en Putla Villa de Guerrero.[5]

Federal:
- Distrito electoral federal 6 de Oaxaca con cabecera en Heroica Ciudad de Tlaxiaco.[6]

### Presidentes municipales
- (1999 - 2001): Ignacio Pérez López
- (2002 - 2004): Paulino Melo Pérez
- (2005 - 2007): Roberto Basurto Caballero
- (2008 - 2010): Alejandro Ramírez Ramírez
- (2011 - 2013): Moisés López Díaz